# Switchover Media
Switchover Media è stato un gruppo editoriale italiano.

## Storia
Switchover Media, così chiamata perché fondata nel periodo in cui la penisola italiana effettuava la transizione alla televisione digitale, fu l'editrice delle emittenti televisive GXT, K2, Frisbee, Giallo e Focus e, per un periodo limitato, anche di Jetix.
Nel giugno 2010 Switchover Media attiva il canale per bambini Frisbee, trasmesso sia su Sky che sul digitale terrestre, e inizialmente disponibile, assieme a K2, anche su Tivùsat.
A giugno 2011 l'editore avvia Switchover Licensing, la propria divisione interna dedicata al licensing, al merchandising e al marketing di prodotto affidata a Tiziana Barbuto.
Dal 1º luglio 2011 Switchover Media lancia CanalOne: un commistione tra GXT e K2 che nelle intenzioni dell'editore avrebbe dovuto comprendere film, telefilm, anime, cartoni animati e show, ma che è rimasto in programmazione sperimentale per quasi un anno. Successivamente il 14 maggio 2012 CanalOne diventa Giallo ovvero il primo canale d'intrattenimento in chiaro interamente dedicato a tale genere televisivo.
Il 19 dicembre viene lanciato il canale di documentari Doc-U, in seguito all'entrata di Fabrizio Salini nel cda come direttore dei canali di intrattenimento e factual. Il canale continua a trasmettere fino al 13 luglio 2012, quando lascia il posto all'emittente Focus, nata dalla collaborazione della rivista omonima.
Il 14 febbraio 2013 l'azienda viene acquistata totalmente dal gruppo Discovery Networks Europe, che ingloba i suoi canali.
I canali del gruppo sono riusciti a raggiungere uno share medio giornaliero del 2,4% sul target individui 4+1. Nessun canale del gruppo era trasmesso da Tivùsat.

## Canali
I dati dei canali riportati qui sotto risalgono alla gestione Switchover Media

### Attuali
| Logo | Nome    | Digitale terrestre free | Digitale terrestre pay | Digitale satellitare (FTA) | Digitale satellitare (FTV) e pay (Sky) |
| ---- | ------- | ----------------------- | ---------------------- | -------------------------- | -------------------------------------- |
|      | Giallo  | Si                      | No                     | No                         | No                                     |
|      | Focus   | Si                      | No                     | No                         | No                                     |
|      | K2      | Si                      | No                     | No                         | (FTV)                                  |
|      | Frisbee | Si                      | No                     | No                         | (FTV)                                  |
|      | GXT     | No                      | No                     | No                         | Si                                     |

### Precedenti
| Logo | Nome                                                                                         | Digitale terrestre free | Digitale terrestre pay | Digitale satellitare (FTA) | Digitale satellitare (FTV) e pay (Sky) |
| ---- | -------------------------------------------------------------------------------------------- | ----------------------- | ---------------------- | -------------------------- | -------------------------------------- |
|      | fox kids e K2 (dal 2000 al 2009; insieme a fox italia (per fox kids) e jetix europe (per K2) | Si                      | No                     | No                         | No                                     |
|      | Doc u e CanalOne                                                                             | Si                      | No                     | No                         | No                                     |